# Tsjerven Breg
Tsjerven Breg (Bulgaars: Червен брег) is een dorp in Bulgarije. Het dorp is gelegen in de gemeente Doepnitsa in de oblast Kjoestendil. De afstand tot Kjoestendil is hemelsbreed 39 km en de afstand tot Sofia is 44 km.

## Bevolking
Op 31 december 2019 woonden er 985 personen in het dorp, een drastische daling vergeleken met het maximum van 2.930 personen in 1946.
|  |

Van de 1.242 inwoners reageerden er 1.201 op de optionele volkstelling van 2011. Van deze 1.201 respondenten identificeerden 1.194 personen zichzelf als etnische Bulgaren (99,4%). 7 respondenten gaven geen (definieerbare) etniciteit op (0,6%).
| Etniciteit   | Aantal | %     |
| ------------ | ------ | ----- |
| Bulgaren     | 1194   | 99,4% |
| Turken       | ...    | ...   |
| Roma         | ...    | ...   |
| Overig       | 7      | 0,6%  |
| Respondenten | 1201   |       |

## Afbeeldingen

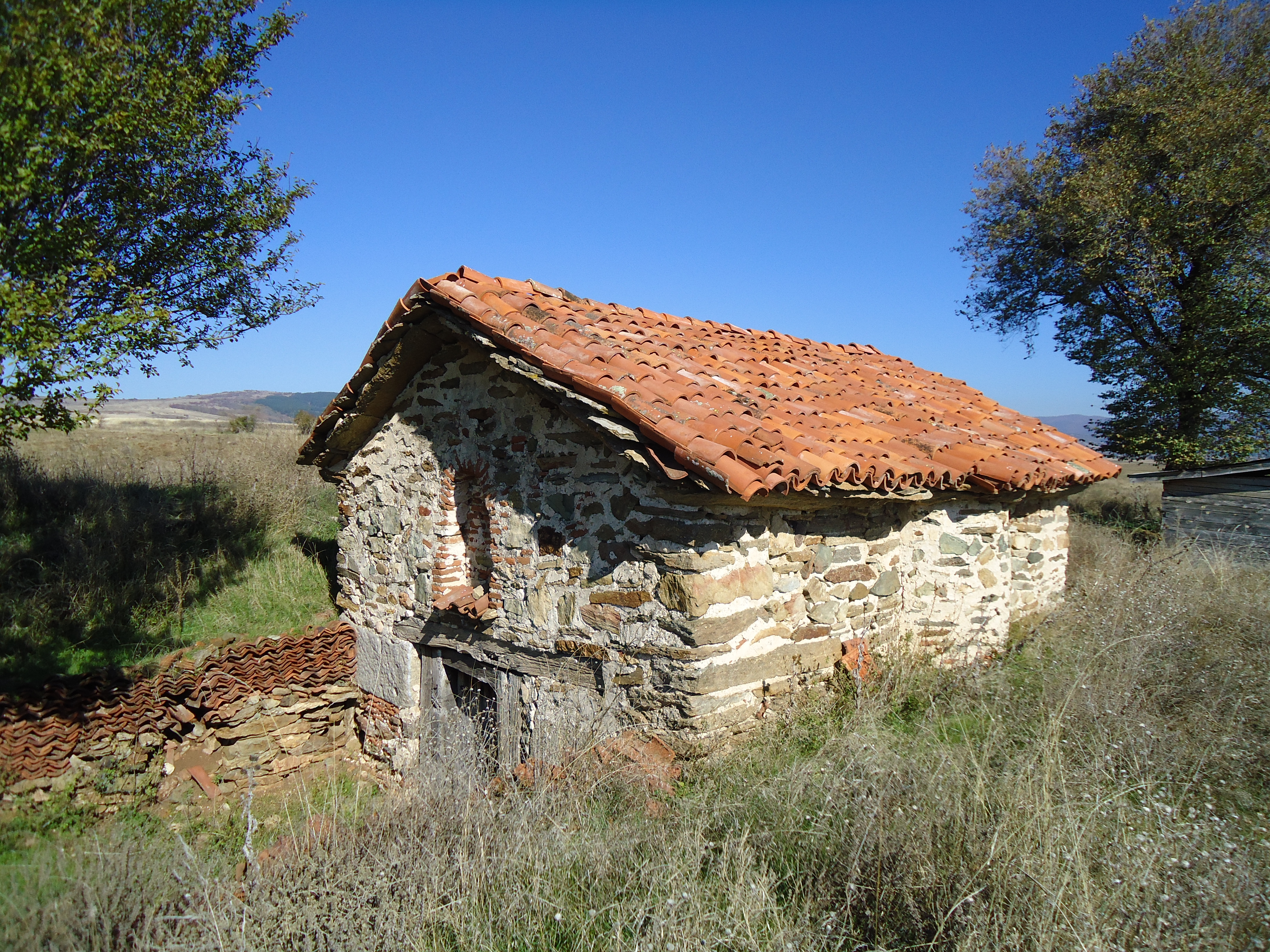
De ‘Sveti Vlas’-kerk
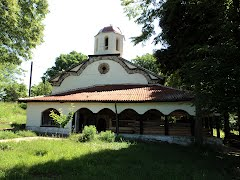
De Sint-Nikolaaskerk

Balanovo - Bistritsa - Blatino - Deljan - Djakovo - Doepnitsa - Dzjerman - Gramade - Jachinovo - Krajni Dol - Krajnitsi - Kremenik - Palatovo - Piperevo - Samoranovo - Topolnitsa - Tsjerven Breg